# Pokal evropskih prvakov 1973/74 (hokej na ledu)
Pokal evropskih prvakov 1973/74 je deveta sezona hokejskega pokala, ki je potekal med 13. oktobrom in 12. septembrom. Naslov evropskega pokalnega zmagovalca je osvojil klub CSKA Moskva, ki je v finalu premagal Tesla Pardubice.

## Tekme

### Prvi krog
| 1. klub          | Rezultat   | 2. klub                    |
| ---------------- | ---------- | -------------------------- |
| HC Bolzano       | 4:6, 3:7   | Ferencvárosi TC            |
| EV Füssen        | 10:5, 9:5  | HC Chamonix                |
| EC KAC           | 12:1, 4:4  | CSKA Sofija                |
| Tilburg Trappers | 10:5, 11:6 | Cercle des Patineurs Liège |
| HK Jesenice      | 4:8, 2:6   | Tesla Pardubice            |
| Vålerenga        | 6:2, 5:1   | Herning IK                 |
| Jokerit Helsinki | 2:1, 3:1   | SG Dynamo Weißwasser       |
| Leksands IF      | b.b.       | HC La Chaux-de-Fonds       |

### Drugi krog
| 1. klub     | Rezultat  | 2. klub          |
| ----------- | --------- | ---------------- |
| EV Füssen   | 7:8, 3:5  | Ferencvárosi TC  |
| EC KAC      | 5:5, 3:8  | Tilburg Trappers |
| Vålerenga   | 1:2, 1:11 | Tesla Pardubice  |
| Leksands IF | 7:6, 4:3  | Jokerit Helsinki |

### Četrtfinale
| 1. klub          | Rezultat          | 2. klub         |
| ---------------- | ----------------- | --------------- |
| Tilburg Trappers | 11:2, 5:6         | Ferencvárosi TC |
| Tesla Pardubice  | 4:2, 1:3 (3:1 KS) | Leksands IF     |

### Polfinale
| 1. klub          | Rezultat | 2. klub         |
| ---------------- | -------- | --------------- |
| Tilburg Trappers | 1:7, 3:8 | Tesla Pardubice |

### Finale
| 1. klub         | Rezultat | 2. klub     |
| --------------- | -------- | ----------- |
| Tesla Pardubice | 3:2, 1:6 | CSKA Moskva |